# Мира Клобучар
Мира Клобучар (Загреб, 28. јул 1888 — Загреб, 10. јул 1956) била је југословенска је сликарка.

## Биографија
Мира Клобучар рођена је 28. јула 1888. године у јеврејској породици у Загребу. Ћерка је познатог загребачког градитеља Хермана Ерлиха и Марије (Ајзнер) Ерлих, најстарије ћерке загребачког рабина. Мира је одрасла са четири брата: Адолфом, Ђуром, Ернестом и Хугом. После очеве смрти, као размажену богату лепотицу, мајка ју је послала у школу у Беч. Прво се удала за мађарског званичника Лакмера, али се развела након Првог светског рата, и удала се за аустроугарског морнаричког официра Виктора Клобучара, с којим је живела на загребачком Тушканцу, у вили коју је пројектовао њен брат, познати загребачки архитекта Хуго Ехрлич, и у вили на ријечком Сушаку. Иако је имала дуго уметничко образовање, њен опус је мали, јер је сликала само у тренуцима посебне инспирације. Међутим, од 1933. до 1948. била је члан „Клуба ликовних уметника“, а од 1947. до 1948. члан Удружења ликовних уметника Хрватске (УЛУХ). Била је представљена и на изложби „Пола века хрватске уметности“ 1938. године. Од уметничке породице Ехрлич, као сликарка, Марта, ћерка Мириног брата Ернеста, створиће много већи опус. Иако ју је режим Независне Државе Хрватске (НДХ) приморао да као Јеврејку на себи носи жуту Давидову звезду, Мира је успела да преживи холокауст. 
Умрла је 10. јула 1956. у Загребу.